# Hustonville (Kentucky)
Pour les articles homonymes, voir Hustonville.
Hustonville est une ville américaine située dans le comté de Lincoln, dans le Kentucky. Selon le recensement de 2020, sa population est de 387 habitants.